# Futian, Fujian
Futian (kinesiska: 福田) är en socken i sydöstra Kina. Den ligger i Anxi härad i staden Quanzhou i provinsen Fujian, omkring 190 kilometer sydväst om provinshuvudstaden Fuzhou. Antalet invånare är 7 374. Befolkningen består av 3 426 kvinnor och 3 948 män. Barn under 15 år utgör 19,0 %, vuxna 15-64 år 73 %, och äldre över 65 år 6,0 %.